# 1er Bataillon (Régiment de défense de l'Ulster)
Pour les articles homonymes, voir 1er bataillon.
Le 1er Bataillon (County Antrim), Régiment de Défense de l'Ulster (1 UDR) a été formé en 1970 et fait partie des 7 bataillons originaux spécifiés dans le Régiment de défense de l'Ulster Act 1969, qui a reçu la sanction royale le 18 décembre 1969 et est entré en vigueur le 1er janvier 1970,. Il a été fusionné avec le 9e bataillon du régiment de Défense de l'Ulster en 1984 pour former le 1er/9e bataillon du régiment de défense d'Ulster (en).

## Histoire
Avec les six autres bataillons d'origine, le 1er UDR est devenu opérationnel le 1er avril 1970.
Le premier major instructeur (TISO) fut le major G.D. Issac du Régiment Royal du Pays de Galles (en), qui établit le quartier général du bataillon au Depot Royal Irish Rangers, à Ballymena. Dans la mesure du possible, l'hébergement fut recherché dans les bases de l'armée, car bien que les anciennes cabanes de peloton de l'Ulster Special Constabulary (sa division la plus notable étant les "B-Specials") fussent vacantes et disponibles, leur utilisation aurait mis en évidence la continuité de 42 % du personnel entre les Specials et l'UDR.
L'une des premières interventions majeures du bataillon a été, avec des éléments du 3e bataillon, de soutenir le 7e UDR dans le déploiement de 31 points de contrôle de véhicules sur toutes les routes principales menant à Belfast, afin d'empêcher le mouvement de munitions vers le centre-ville. Ce travail a été effectué principalement les week-ends afin que les soldats à temps partiel puissent être utilisés jour et nuit.
Le bataillon a répondu à un appel général en août 1971 pour soutenir les troupes régulières lors de la première opération d'internement des Troubles. Au total, l'ensemble du régiment a réussi à fournir 3 100 hommes lors de cet appel.
Pendant la grève du Conseil des travailleurs de l'Ulster (en) en 1974, le régiment a été mis en disponibilité générale. Quarante chauffeurs du 1 UDR, du 9 UDR et du 10 UDR ont été appelés à Belfast pour aider le Royal Corps of Transport (en). En neuf jours, ils ont parcouru 24 000 km pour livrer des rations et des fournitures aux unités militaires dans toute l'Irlande du Nord, ainsi que pour accueillir les renforts de troupes arrivant aux docks de Belfast et les transporter jusqu'à leurs camps temporaires.

### Premières opérations

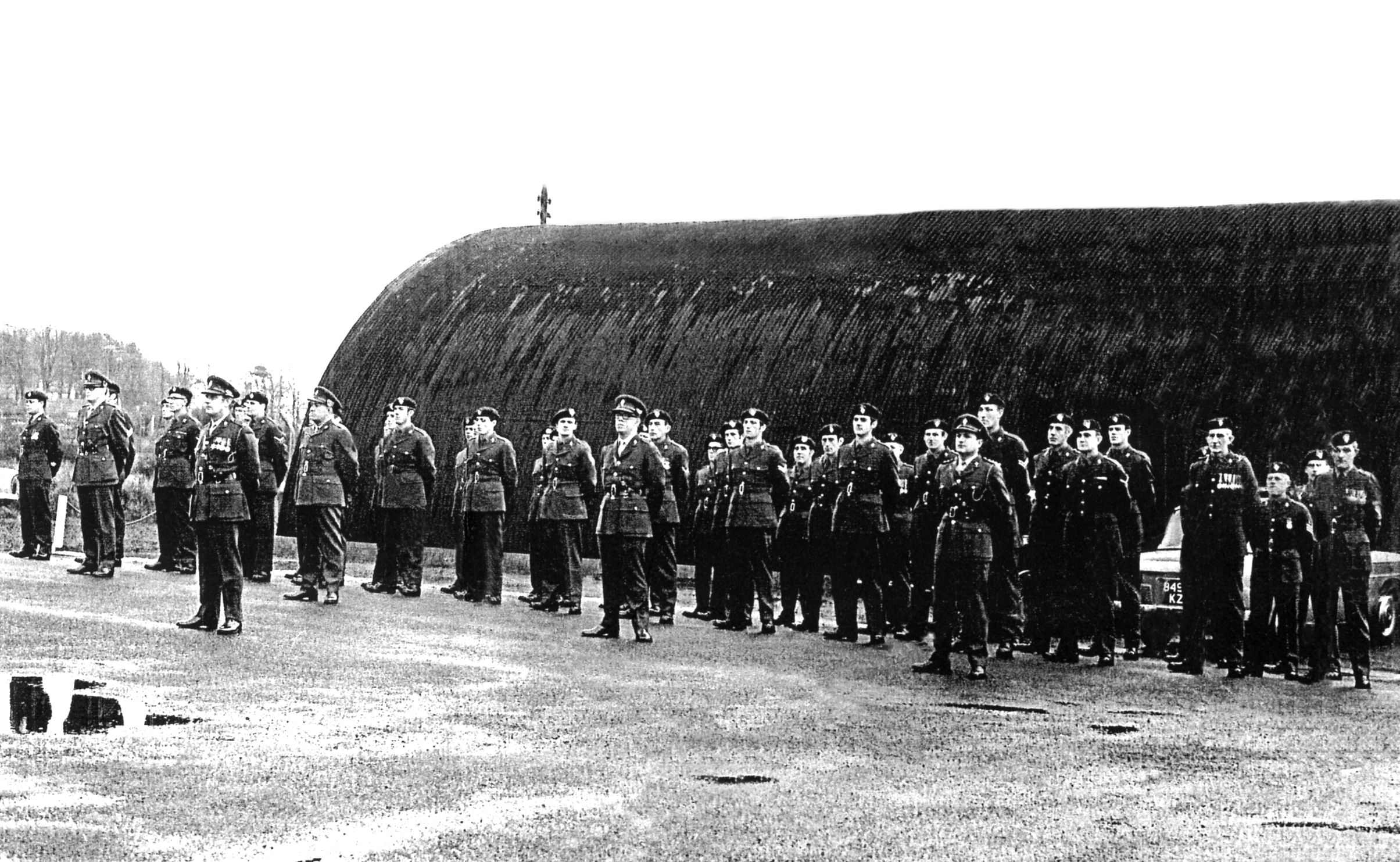
Compagnie C, 1 UDR, défilant à Steeple Camp, Antrim, Remembrance Sunday 1970.

L'expérience du 1er UDR fut la même que celle de tous les bataillons du régiment dans les premiers temps. En raison de la pénurie de matériel, les patrouilles devaient être effectuées dans des voitures privées ou dans des véhicules empruntés à d'autres unités de l'armée. Au lieu de torches, les patrouilles portaient des lampes-tempête qu'il fallait allumer à la main. Ces lampes ont finalement été remplacées par les torches Bardic portées par l'armée régulière.
Le 9e bataillon (Country Antrim) a été formé le 15 décembre 1971 à partir des compagnies du 1 UDR qui étaient basées dans la moitié sud du Country Antrim.

### Renseignements
La collecte de renseignements au sein de la 1 UDR a été bonne. La communauté locale a bien réagi et, en particulier, les catholiques se sont empressés d'avertir les soldats des menaces qui pesaient sur leur vie ou de téléphoner à la caserne pour signaler des "événements" potentiels dans la zone du bataillon.

## Structure
Dispositions de la compagnie : Compagnie BHQ HQ et compagnie A - Ballymena ; compagnie B - Ballymoney ; compagnie C - Antrim ; compagnie D - Lisburn ; compagnie E - Larne.

### Compagnie B
La compagnie B a été formée en mars 1970, dans l'ancienne caserne du North Irish Horse (en) à John Street, Ballymoney. Le premier officier commandant (OC) était le major John Munnis, anciennement commandant de sous-district de l'Ulster Special Constabulary (USC). Le Major Munnis a été tué dans un accident de la route en 1972. Le Sergent-major de compagnie (en) était l'adjudant (en) Willy Mooney, qui avait été sergent instructeur dans la même unité de l'USC.
Les soldats de la compagnie B venaient principalement des villes et villages de North Antrim, tels que : Ballymoney, Ballycastle, Bushmills et Dervock (en). Un grand nombre de recrues qui avaient été des hommes de l'USC (B Specials) se sont engagés dans ces régions également, ainsi que dans le village de Stranocum, bien qu'il y ait eu peu d'incidents où des hommes se sont engagés dans d'autres groupes, par exemple dans la même entreprise ou en tant que voisins.
Des familles entières se sont regroupées, ce qui a posé des problèmes de répartition lors des patrouilles. On craignait que deux ou plusieurs membres d'une même famille soient tués ou blessés s'ils se trouvaient ensemble dans le même véhicule attaqué.
Fin 1970, une nouvelle compagnie a été créée à Coleraine dans le cadre de la 5e UDR et quarante soldats expérimentés de la compagnie B se sont portés volontaires pour être transférés.
Comme la base de la compagnie contenait la seule armurerie sécurisée de la région, les soldats de Coleraine, Portrush et Portstewart étaient également basés dans la rue voisine Henry Street, à Ballymoney.
En 1983, la compagnie B est passée sous le commandement de la 5 UDR et a été rebaptisée G Coy, 5 UDR, mais est restée sur la base de John Street. La base a finalement été fermée en 1992 après une nouvelle restructuration du 5 UDR.

## Greenfinches
Voir : Régiment de Défense de l'Ulster#Les femmes de l'UDR (Greenfinches)

## Victimes
Le 1e UDR est le seul bataillon à n'avoir subi aucune perte du fait de l'action de l'ennemi.

## Personnel important
- Catégorie:Soldats du régiment de défense de l'Ulster
- Catégorie:Officiers du régiment de défense de l'Ulster

## Voir également
- Régiment de défense de l'Ulster
- Liste des bataillons et des sites du régiment de défense d'Ulster (en)